# Saison 2 du Meilleur Pâtissier : Les Professionnels
Vous pouvez aider à l'améliorer ou bien discuter des problèmes sur sa page de discussion.
- Il n'est pas vérifiable et peut contenir des informations totalement erronées. Il est fortement conseillé aux contributeurs d'étayer son contenu par des sources fiables. Sans cela, sa suppression pourrait être envisagée. (si vous venez d'apposer le bandeau, veuillez cliquer sur ce lien pour créer la discussion et en afficher les indications). (Marqué depuis juillet 2025)
- Il peut contenir un travail inédit ou des déclarations non vérifiées. Vous pouvez l’améliorer en ajoutant des références. (Marqué depuis novembre 2023)

- Archive Wikiwix
- Bing
- Cairn
- DuckDuckGo
- E. Universalis
- Gallica
- Google
- G. Books
- G. News
- G. Scholar
- Persée
- Qwant
- (zh) Baidu
- (ru) Yandex
- (wd) trouver des œuvres sur Wikidata

Vous pouvez aider à l'améliorer ou bien discuter des problèmes sur sa page de discussion.
- Il ne cite pas suffisamment ses sources. Vous pouvez indiquer les passages à sourcer avec {{référence nécessaire}} ou {{Référence souhaitée}}, et inclure les références utiles en les liant aux notes de bas de page. (Marqué depuis juillet 2025)
- Certaines de ses couleurs nuisent à son accessibilité et ne respectent pas la charte graphique. Les couleurs ne sont pas interdites, mais il est conseillé d'en faire un usage modéré qui respecte les normes d'accessibilité. (Marqué depuis juillet 2025)

- Archive Wikiwix
- Bing
- Cairn
- DuckDuckGo
- E. Universalis
- Gallica
- Google
- G. Books
- G. News
- G. Scholar
- Persée
- Qwant
- (zh) Baidu
- (ru) Yandex
- (wd) trouver des œuvres sur Wikidata

 (août 2025).
Motif : Références non qualitatives, peu nombreuses et buzzesques. Étalées sur deux mois. Saison ne se démarquant pas particulièrement.
- Archive Wikiwix
- Bing
- Cairn
- DuckDuckGo
- E. Universalis
- Gallica
- Google
- G. Books
- G. News
- G. Scholar
- Persée
- Qwant
- (zh) Baidu
- (ru) Yandex
- (wd) trouver des œuvres sur Wikidata

| 1. | Préciser le motif de la pose du bandeau. | Précisez le motif de la pose du bandeau en utilisant la syntaxe suivante : {{admissibilité à vérifier\|date=août 2025\|motif=remplacez ce texte par le motif}}                                                           |
| 2. | Informer les utilisateurs concernés.     | Pensez à avertir le créateur de l'article, par exemple, en insérant le code ci-dessous sur sa page de discussion : {{subst:avertissement admissibilité à vérifier\|Saison 2 du Meilleur Pâtissier : Les Professionnels}} |

La deuxième saison du Meilleur Pâtissier : Les Professionnels est une déclinaison du concours culinaire Le Meilleur Pâtissier, articulée autour de plusieurs candidats professionnels. Elle est diffusée sur M6 du 21 mai 2018, au 18 juin 2018.
Elle est remportée par la brigade de la maison Mori Yoshida (avec Mori, Tatsuya et Akane), qui gagne le trophée du Meilleur Pâtissier : Les Professionnels.

## Participants
Présentée par Julia Vignali, cette saison voit la participation d'un jury composé de, :
- Cyril Lignac, cuisinier ;
- Philippe Conticini, chef de cuisine et chef-pâtissier ;
- Pierre Hermé, chef pâtissier-chocolatier ;
- Audrey Gellet, pâtissière – gagnante de la première saison de Qui sera le prochain grand pâtissier ?

## Principe
(juin 2024).
Le principe de cette déclinaison du Meilleur Pâtissier est quasi le même que pour la première saison. Cependant, désormais, à chaque épisode, une brigade est éliminée à l'issue de la première épreuve – qui consiste désormais à concocter 150 gâteaux individuels identiques autour d'un ingrédient imposé par le jury –, et les trois restantes participent à la deuxième épreuve – qui consiste désormais à réaliser une pièce artistique de réception, sur un thème qui sera là encore choisi par le jury .

## Audiences et diffusion
| Épisode    | Jour et horaire de diffusion     | Nombre de téléspectateurs | Part de marché (sur les 4 ans et plus) | Classement des audiences | Référence |
| ---------- | -------------------------------- | ------------------------- | -------------------------------------- | ------------------------ | --------- |
| 1          | Lundi 21 mai 2018 (21:00-23:15)  | 1 945 000                 | 9,5 %                                  | 3e                       | [ 3 ]     |
| 2          | Lundi 28 mai 2018 (21:00-23:15)  | 1 942 000                 | 9,3 %                                  | 3e                       | [ 4 ]     |
| 3          | Lundi 4 juin 2018 (21:00-23:15)  | 2 350 000                 | 12,1%                                  | 3e                       | [ 5 ]     |
| 4          | Lundi 11 juin 2018 (21:00-23:15) | 2 152 000                 | 11,5 %                                 | 4e                       | [ 6 ]     |
| 5 (finale) | Lundi 18 juin 2018 (21:00-23:15) | 2 521 000                 | 12,7 %                                 | 2e                       | [ 7 ]     |

Légende :
- plus hauts scores d'audiences
- plus bas scores d'audiences